# 交际花 (古希腊)
交际花（英語：hetaira /hɪˈtaɪrə/，複數：hetairai /hɪˈtaɪraɪ/，或 hetaera /hɪˈtɪrə/，複數：hetaerae /hɪˈtɪriː/，意為“同伴”）是古希臘妓女的一種，除了提供性服務外，還是藝術家、演藝人員和談話者。與古希臘普通女性不同，交际花受過高等教育，被允許參加交談會。